# 要冲区
在拜占庭帝国中，“要冲区”（kleisoura，“围场，峡谷”）传统上是一个用来表述修筑过防御工事的峡谷关口以及保护它的军事区域的术语。到公元7世纪晚期时，区别于范围更大的行政区（themata），这个概念被用于表述广阔的边境区域，主要是位于帝国与伊斯兰国家接壤的托鲁斯山脈-前托鲁斯山脉附近的东界（在西部，只有斯特里蒙在早期被划为军区）。军区实行自治并且听从军区将军（指挥官、首领）的指挥。最终，大多数的军区被升格为完整的行政区。公元10世纪后，这一建制被废除使用（在拜占庭晚期时，骑兵队（droungos）拥有类似的含义）。在奇里乞亚和美索不达米亚的伊斯兰国家中，类似的建制被称为“al-thughūr”。

## 出现与发展
要冲区最早在七世纪出现，原本仅在小亚细亚推行。尽管希拉克略通常被认为是这一制度的首创者，但这一制度更可能首创于君士坦斯二世、君士坦丁四世最早在安纳托利亚安排的防卫阿拉伯人入侵的军区。原本仅有四个军区，但为了限制军区将军的實力，原有的军区经常被拆分。例如奥普希金军区就因为屡次参与叛乱而被拆分为三个军区。此外，随着马其顿王朝前期与中期的领土扩张，为了更有效的控制新得到的土地，拜占庭人也在新领土上设立了新的、面积较小的军区。直到1045年，拜占庭共有46个军区。

## 组织构成
在十世纪大部分要冲由被称为Strategoi（可译为军区将军）或者将军指挥（尽管奥普希金军区由Komes指挥，奥普提马通军区由Domestikos指挥），并配备全职的百人私人卫队（Spatharioi），由Kentarchai spathariorum指挥。这支卫队数量各军区各不相同，但是有资料显示塞克松军区下辖六支私人卫队（相当于两个农兵军团）。此外，军区将军还有三个行政官员助理——管理财政（包括军饷）的Protonotarius，管理法律和吏治的Praetor和管理税务和其他收入的Chartularius。
和平时期，要冲兵转为农民，即控制要冲区辖区内一片农田的自由民，代价是拥有地产的家庭必须提供在需要时提供骑兵（亦可自费雇用他人代替）。这些小农场由可以长子继承，条件是继承父辈的军事义务。许多要冲士兵有仆人，富裕者甚至有奴隶，但也正如利奥六世在《战术》中所说，最富有的土地拥有者才能提供最精锐的农兵骑兵，因为他们较高的收入保证他们可以使用符合他们身份的优质装备。其他人相对贫困一些，在9世纪初甚至有法律规定几名穷困的士兵用收入共同供养一名士兵的装备（军区士兵的武器装备和马匹不属于他本人，属于大地产拥有者）。据说尼基弗鲁斯二世颁布了较富裕的士兵要帮助邻近的贫穷士兵购置装备的法令。尽管这些装备有时不达标，而且通常无法保证统一形制。最好的情况也只有盾牌、枪上的旗帜和纹章是以军区为单位统一形制的，尽管还有想君士坦丁堡中央部队那样穿同一颜色军服的情况。即使在他人帮助下也没有能力供养一名装甲骑兵的人会被逐出军区农地，成为非正规军，直译为“偷牛贼”（恰如其分的描绘了他们的收入来源），负责为帝国的诸多堡垒运送补给。逃兵也受同样的惩罚。
新要冲区或者由旧要冲区分离出来，或者在新获得的土地上组建，此时其他要冲的一些部队会脱离原要冲区，作为新要冲的军队核心（如利奥六世组建察拉西安要冲区<Charsianon>时抽调了布克尔拉里要冲区<Bukellarion>的三个军团，亚美尼亚要冲区<Armeniakon>的两个军团，一个完整的turmai和卡帕多西亚要冲区<Kappadocia>的一个军团）。一些要冲区通过在边界筑垒（称Kleisourai，意为“山路”）扩张土地，被称为akritai，即“边界人”的贵族就把这里当作自己的城堡，过类似封建主的生活。要冲区土地拥有者的幼子也通常住在边界地区，补充边境的守备力量。
  每个要冲的部队都被编为两到三个turmai或merai，再细分为moirai或dhoungoi，每个都下辖几个军团。伊本·科尔达巴在845年的著述写到，较大的军区（辖一万人）有两个turmai，各由五个一千人的军团（原文作banda，但应该是指moirai）组成。每个军团再分为五个200人队，被称为pentarchiai，由kometes指挥（从这里看可能是指军团）。每个pentarchia包括五个四十人队，由kontarhin（可能是指kentarchai或pentekontarchai，而“四十人队”则指长期不满编的allaghia或hekatontarchia）指挥。

## 衰退与瓦解
随着时间的推移，要冲区系统也日渐瓦解，要冲将军和高级军官成为了他们的要冲区中的大土地拥有者，利用他们军政合一的权力将他们的土地变为实习的半自治封邑，而要冲区农兵则开始变为类似于私人部队的形式。尽管皇室知道这种转变的危险性，但他们也无能为力。实际上皇室除给向这些这些新的地方贵族妥协，给他们更多的权力以交换军事支持外几乎别无选择，即使是最强势的大地主们要求完全免税的时候。尽管一系列法令先后颁布，越来越多的军区小农还是被挤出了土地拥有者之列，他们的土地则并入将军们的封邑。这严重影响了军区作战部队的数量。据波斯人《世界境域志》于982年的记录，每个东部军区只能集结3000-6000人，而拜占庭人在970年的记录则称每个要冲区提供的部队不足三千人。
这种情况导致来自要冲区大地产贵族的尼基弗鲁斯二世（963-969）减少甚至解散了一些要冲区的本土部队，而要冲将军们也更加频繁的雇佣佣兵作战。这种因本土军区部队质量低下而对佣兵日益增长的依赖性，在1067年召集军区部队时可见一斑——据称此时的部队主要由马其顿人（指斯拉夫人）、保加利亚人、卡帕多西亚人（可能指亚美尼亚人）、乌泽人、法兰克人、瓦拉几亚人和各种“其他的路过的佣兵”。所剩无几的拜占庭本土部队则是“……贫穷困苦并缺乏装甲，他们没有剑和其他兵器……他们用猎叉和镰刀代替……而且他们也没有马和其他装备。因为已经很久没有皇令召集他们上战场，他们的工资和装备维护费早已被挪用了。”更可怕的是，这些文字描述的是安纳托利亚军区部队，东部诸军区中最精锐的一支。
要冲区兵员质量迅猛衰退的主要原因，与其说是将军们对土地的侵吞，更不如说是10世纪要冲将军与贵族官僚间激烈的内讧导致的恶果。两者的野心在巴西尔二世在世时还依然能得到控制，但此后失去控制的斗争变的更加激烈。此后的30年间平均每年都有大的地方将军叛乱，在1057年，一位有为的将军伊萨克·科穆宁甚至夺取了皇位，做了两年皇帝。
而叛乱平息后贵族官僚必然用解散部队、把农兵的义务转换为adaeratio（免除兵役，改付税款）、将将军解职甚至处死或这拒付剩余农兵的工资或维护费的方式报复。如君士坦丁九世（1042-1055），完全将东部边境的依伯利亚军区（Iberia）约五千人的部队解散，改为务农缴税。我们也可以看到许多当时的士兵工资被拖欠或者供养他们的维护费被剥夺的情况。
以上这些问题，加上内战导致的人力消耗、在财阀侵吞下小农兵土地持续的缩减共同导致了曼兹科特战前的军力衰退和恶化，而即使那场灾难性的失败后，这些问题也依然不息。

## 要冲制的消亡

### 对佣兵的依赖
尽管拜占庭几乎总包含着相当的佣兵军团，但随着要冲制的衰退与瓦解，佣兵数量也在稳步增加。并此消彼长地制约着军区部队的势力。随着贵族官僚与军区将军明争暗斗的持续，越来越多的佣兵部队被雇佣来代替不满编、训练差乃至已解散的部队。在尼基弗鲁斯二世的时代大部分（甚至全部）轻骑兵是雇用的亚洲弓骑兵，而在11世纪中期拜占庭大部分军团的过半数部队都是外族佣兵。
大部分的佣兵来自突厥各部，佩切涅格人也是重要的一部，此外还有大量其他民族参与。第一次十字军东征时的法国编年史家经常提到亚历克修斯一世时期源自各民族的佣兵组织，特别是佩切涅格人、库曼人、乌泽人和突厥人。据一个佚名编年史家的记录，1096年君士坦丁堡除希腊人之外还有“保加利亚人、阿兰人、库曼人、佩切涅格人、意大利人、威尼斯人、罗马人、达西亚人、英格兰人、阿马尔菲人，甚至突厥人和许多异教徒、犹太人和皈依者，克里特人、阿拉伯人以及各民族的人”。尽管这些中的一些民族，如威尼斯人、阿马菲尔人和犹太人是商人或艺术家，但大部分还是为（至少曾经）军队服务的。当然大部分这些部队，和许多其他部队都是在拜占庭在曼兹科特会战惨败后部队重建中出现的。安娜·科穆宁娜称这些他父亲在位时的佣兵们为“来自世界各地的步兵和骑手”。
许多部队作为自治部队存在，有自己的领袖，由帝国的附庸国和封臣供养。这样的部队被称为“Symmachoi”或者盟军，就像古罗马的“Symmachiarii”那样。在11世纪，这个词通常被用来称呼佩切涅格人、塞尔维亚人、乌泽人和罗斯人。
考虑到即使在军区制的顶峰，即9-10世纪时，只有最大的军区才能供养4000名一流骑兵，这些佣兵的数量其实很可观。1049年雇佣了15000名佩切涅格人，在曼兹科特会战后拜占庭立即雇佣了3000名诺曼人，在1078年各部队共有2000名塞尔柱突厥人、6000名阿兰人和8000名诺曼人，此外还有数量不明的佩切涅格人和義大利人。在1091年勒文尼乌姆会战中可能有多达四万的库曼人和拜占庭人共同作战。
然而这一切的后果也很明显。佣兵的忠诚永远难以信任——对自视甚高的法兰克系佣兵尤为如此——而赏金或者其他高额鼓励也在开战前就必须拿出。而当工资无法按时支付时（而且经常如此），佣兵就会使用让人头疼的解决方法：临阵脱逃或者直接抢劫友军（拜占庭的）领土。

### 普罗尼埃制
在曼兹科特会战惨败于突厥人之后，已经临近瓦解的拜占庭人在一系列的内斗中丧失了小亚细亚的全部土地，而曾经是军区制发源地的东部战区的土地就此落入他人之手。直到阿歷克塞一世上台时，拜占庭人已经没有财力和人力组建新的部队，而残存的军区部队和皇家近卫军也在底拉西乌姆会战中消亡。拜占庭人不得不采用普罗尼埃制。与军区制的土地拥有者不同，普罗尼埃土地拥有者stratiotes或pronoiarios需缴的税以及现金和实物租金都少于军区农兵，尽管这片土地不能继承（至少在13世纪之前如此）。许多拜占庭贵族也以服骑兵役为条件（可能带有定量的私人随从）成为普罗尼埃制的受益者。但普罗尼埃制的唯一缺点，就是大大减少了帝国的税款收入，使帝国能够供养的常备士兵日益减少。这一饮鸩止渴的策略，加上拜占庭对佣兵的依赖共同摧毁了军区制，也毁灭了拜占庭复兴的希望。

## 回光返照与灭亡
在1204年十字军攻破君士坦丁堡后，拜占庭流亡政权尼西亚帝国曾经一度复兴过军区制，并在东欧国家的帮助下消灭了十字军和威尼斯人建立的拉丁帝国。但在帕略奥列格王朝，皇帝的分封很快毁灭了刚刚复兴的军区制，并让本已一贫如洗的帝国从此一蹶不振。1453年，奥斯曼人进攻君士坦丁堡时，军区制和与军区制相关的名词已经在这片土地上彻底消失了。

## 註腳
1. ↑  Kazhdan 1991
2. ↑  Glykatzi-Ahrweiler 1960.